# Großer Preis von Belgien 1972
Der Große Preis von Belgien 1972 (offiziell Grand Prix de Belgique) fand am 4. Juni auf dem Complexe Européen de Nivelles-Baulers in Nivelles statt und war das fünfte Rennen der Automobil-Weltmeisterschaft 1972.

## Berichte

### Hintergrund
Da der ursprünglich 14,1 Kilometer lange Circuit de Spa-Francorchamps nach dem Grand Prix 1970 als zu gefährlich eingestuft worden war, hatte 1971 kein Großer Preis von Belgien stattgefunden. Für 1972 wurde die neue Strecke in Nivelles, die dem damals aktuellen Stand der Sicherheit entsprach, als Veranstaltungsort ausgewählt.
Nachdem vier unterschiedliche Fahrer die ersten vier WM-Läufe gewonnen hatten, war noch keine eindeutige Tendenz festzustellen. Zwar wurde Emerson Fittipaldi bereits von einigen Fachleuten als Titelfavorit gehandelt, jedoch wurde er in dem nicht zur Weltmeisterschaft zählenden Rennen im Oulton Park am Wochenende vor dem Belgien-GP von Denis Hulme besiegt, der bereits den Großen Preis von Südafrika gewonnen hatte. Auch Jackie Stewart, Titelverteidiger und Sieger des Auftaktrennens in Argentinien, wurde zum Kreis der Favoriten gezählt. Er bekam allerdings aufgrund von Magenproblemen von seinem Arzt Bettruhe verordnet und konnte daher nicht zum Belgien-GP antreten.
Auch Reine Wisell musste verletzungsbedingt pausieren und sollte im B.R.M.-Werksteam durch Vern Schuppan vertreten werden. Dieser konnte jedoch nicht starten, da sein Teamkollege Peter Gethin im Training seinen Wagen beschädigt hatte und fortan den von Helmut Marko nutzen musste. Dieser übernahm daraufhin Schuppans Fahrzeug.
Carlos Reutemann kehrte von seiner Verletzung genesen ins Brabham-Werksteam zurück. Das Team wurde daraufhin für den Rest der Saison auf drei Wagen aufgestockt, sodass auch Wilson Fittipaldi, der zunächst als Vertretung für Reutemann eingesprungen war, Stammfahrer bleiben konnte. Er pilotierte einen Vorjahreswagen des Typs BT34, während Graham Hill und Reutemann den neuen BT37 fuhren.
Der italienische Rennwagenbauer Tecno debütierte an diesem Wochenende unter dem Namen seines Hauptsponsors Martini als Werksteam in der Formel 1. Nanni Galli wurde als Fahrer gemeldet.

### Training
Emerson Fittipaldi sicherte sich zum zweiten Mal in Folge die Pole-Position und teilte sich die erste Startreihe mit Clay Regazzoni und Hulme. Dahinter qualifizierten sich Jacky Ickx und François Cevert für die zweite Reihe.

### Rennen
Von den drei Fahrern, die aus der ersten Reihe starteten, gelang Regazzoni der beste Start, sodass er die Führung übernehmen konnte. Es folgten Fittipaldi, Ickx, Hulme, Cevert, Mike Hailwood und Jean-Pierre Beltoise. Dahinter ergab sich eine Lücke, da Andrea de Adamich und Peter Revson kollidiert waren und nachfolgende Fahrer die beiden passieren mussten.
In der neunten Runde überholte Emerson Fittipaldi den Führenden Regazzoni und setzte sich zunehmend ab. In der zwölften Runde überholte Cevert den Viertplatzierten Hulme. Nachdem Ickx in Runde 26 ausgefallen war, konnte sich der dadurch auf den dritten Rang vorgerückte Cevert mit Regazzoni um den zweiten Platz duellieren. Er gewann dieses Duell in Runde 31.
Regazzoni blieb daraufhin Dritter, bis er in Runde 58 während eines Überrundungsmanövers mit Gallis Tecno kollidierte und ausschied. Dies brachte Chris Amon in die Position eines Podestplatzes. In Runde 77 musste er jedoch einen Boxenstopp zum Nachtanken einlegen, wodurch er drei Plätze verlor. Somit ging der dritte Platz an Hulme, vor Hailwood und dem zum wiederholten Mal beeindruckenden Carlos Pace im Kunden-March des Vorjahres, der die beiden mit aktuellen Fahrzeugen ausgestatteten Werksfahrer Ronnie Peterson und Niki Lauda deutlich hinter sich ließ.

## Meldeliste
| Team                            | Nr. | Fahrer               | Chassis          | Motor                    | Reifen |
| ------------------------------- | --- | -------------------- | ---------------- | ------------------------ | ------ |
| Equipe Matra Sports             | 05  | Chris Amon           | Matra MS120C     | Matra MS72 3.0 V12       | G      |
| Team Eifelland Caravans         | 06  | Rolf Stommelen       | Eifelland Typ 21 | Ford Cosworth DFV 3.0 V8 | G      |
| Elf Team Tyrrell                | 08  | François Cevert      | Tyrrell 002      | Ford Cosworth DFV 3.0 V8 | G      |
| Yardley Team McLaren            | 09  | Denis Hulme          | McLaren M19C     | Ford Cosworth DFV 3.0 V8 | G      |
| Yardley Team McLaren            | 09T | Denis Hulme          | McLaren M19A     | Ford Cosworth DFV 3.0 V8 | G      |
| Yardley Team McLaren            | 10  | Peter Revson         | McLaren M19A     | Ford Cosworth DFV 3.0 V8 | G      |
| STP March Racing Team           | 11  | Ronnie Peterson      | March 721X       | Ford Cosworth DFV 3.0 V8 | G      |
| STP March Racing Team           | 12  | Niki Lauda           | March 721X       | Ford Cosworth DFV 3.0 V8 | G      |
| Clarke-Mordaunt-Guthrie Racing  | 14  | Mike Beuttler        | March 721G       | Ford Cosworth DFV 3.0 V8 | F      |
| Team Williams Motul             | 15  | Henri Pescarolo      | March 721        | Ford Cosworth DFV 3.0 V8 | G      |
| Team Williams Motul             | 16  | Carlos Pace          | March 711        | Ford Cosworth DFV 3.0 V8 | G      |
| Motor Racing Developments       | 17  | Graham Hill          | Brabham BT37     | Ford Cosworth DFV 3.0 V8 | G      |
| Motor Racing Developments       | 19  | Carlos Reutemann     | Brabham BT37     | Ford Cosworth DFV 3.0 V8 | G      |
| Motor Racing Developments       | 18  | Wilson Fittipaldi    | Brabham BT34     | Ford Cosworth DFV 3.0 V8 | G      |
| Martini Racing Team             | 22  | Nanni Galli          | Tecno PA123/3    | Tecno Series-P 3.0 F12   | F      |
| Marlboro B.R.M.                 | 23  | Jean-Pierre Beltoise | BRM P160B        | BRM P142 3.0 V12         | F      |
| Marlboro B.R.M.                 | 24  | Peter Gethin         | BRM P160B        | BRM P142 3.0 V12         | F      |
| Marlboro B.R.M.                 | 25  | Howden Ganley        | BRM P160B        | BRM P142 3.0 V12         | F      |
| Marlboro B.R.M.                 | 26  | Vern Schuppan        | BRM P153B        | BRM P142 3.0 V12         | F      |
| Austria Marlboro B.R.M.         | 27  | Helmut Marko         | BRM P153B        | BRM P142 3.0 V12         | F      |
| Scuderia Ferrari SpA SEFAC      | 29  | Jacky Ickx           | Ferrari 312B2    | Ferrari 001/1 3.0 F12    | F      |
| Scuderia Ferrari SpA SEFAC      | 30  | Clay Regazzoni       | Ferrari 312B2    | Ferrari 001/1 3.0 F12    | F      |
| John Player Team Lotus          | 32  | Emerson Fittipaldi   | Lotus 72D        | Ford Cosworth DFV 3.0 V8 | F      |
| John Player Team Lotus          | 33  | Dave Walker          | Lotus 72D        | Ford Cosworth DFV 3.0 V8 | F      |
| Brooke Bond Oxo Team Surtees    | 34  | Mike Hailwood        | Surtees TS9B     | Ford Cosworth DFV 3.0 V8 | F      |
| Brooke Bond Oxo Team Surtees    | 35  | Tim Schenken         | Surtees TS9B     | Ford Cosworth DFV 3.0 V8 | F      |
| Ceramica Pagnossin Team Surtees | 36  | Andrea de Adamich    | Surtees TS9B     | Ford Cosworth DFV 3.0 V8 | F      |

Anmerkungen
1. ↑  Der McLaren M19A mit der Startnummer 9T stand Denis Hulme als T-Car zur Verfügung, kam jedoch nicht zum Einsatz.

## Klassifikationen

### Startaufstellung
| Pos. | Fahrer               | Konstrukteur   | Zeit    | Ø-Geschwindigkeit | Start |
| ---- | -------------------- | -------------- | ------- | ----------------- | ----- |
| 01   | Emerson Fittipaldi   | Lotus-Ford     | 1:11,43 | 187,686 km/h      | 01    |
| 02   | Clay Regazzoni       | Ferrari        | 1:11,58 | 187,293 km/h      | 02    |
| 03   | Denis Hulme          | McLaren-Ford   | 1:11,80 | 186,719 km/h      | 03    |
| 04   | Jacky Ickx           | Ferrari        | 1:11,84 | 186,615 km/h      | 04    |
| 05   | François Cevert      | Tyrrell-Ford   | 1:11,93 | 186,381 km/h      | 05    |
| 06   | Jean-Pierre Beltoise | B.R.M.         | 1:12,12 | 185,890 km/h      | 06    |
| 07   | Peter Revson         | McLaren-Ford   | 1:12,19 | 185,710 km/h      | 07    |
| 08   | Mike Hailwood        | Surtees-Ford   | 1:12,35 | 185,299 km/h      | 08    |
| 09   | Carlos Reutemann     | Brabham-Ford   | 1:12,50 | 184,916 km/h      | 09    |
| 10   | Andrea de Adamich    | Surtees-Ford   | 1:12,54 | 184,814 km/h      | 10    |
| 11   | Carlos Pace          | March-Ford     | 1:12,64 | 184,559 km/h      | 11    |
| 12   | Dave Walker          | Lotus-Ford     | 1:12,76 | 184,255 km/h      | 12    |
| 13   | Chris Amon           | Matra          | 1:12,80 | 184,154 km/h      | 13    |
| 14   | Ronnie Peterson      | March-Ford     | 1:13,00 | 183,649 km/h      | 14    |
| 15   | Howden Ganley        | B.R.M.         | 1:13,01 | 183,624 km/h      | 15    |
| 16   | Graham Hill          | Brabham-Ford   | 1:13,10 | 183,398 km/h      | 16    |
| 17   | Peter Gethin         | B.R.M.         | 1:13,15 | 183,273 km/h      | 17    |
| 18   | Wilson Fittipaldi    | Brabham-Ford   | 1:13,20 | 183,148 km/h      | 18    |
| 19   | Henri Pescarolo      | March-Ford     | 1:13,40 | 182,649 km/h      | 19    |
| 20   | Rolf Stommelen       | Eifelland-Ford | 1:13,43 | 182,574 km/h      | 20    |
| 21   | Tim Schenken         | Surtees-Ford   | 1:13,60 | 182,152 km/h      | 21    |
| 22   | Mike Beuttler        | March-Ford     | 1:13,70 | 181,905 km/h      | 22    |
| 23   | Helmut Marko         | B.R.M.         | 1:14,10 | 180,923 km/h      | 23    |
| 24   | Nanni Galli          | Tecno          | 1:14,60 | 179,710 km/h      | 24    |
| 25   | Niki Lauda           | March-Ford     | 1:16,50 | 175,247 km/h      | 25    |
| 26   | Vern Schuppan        | B.R.M.         | 1:16,90 | 174,336 km/h      | DNS   |

### Rennen
| Pos. | Fahrer               | Konstrukteur   | Runden | Stopps | Zeit       | Start | Schnellste Runde |
| ---- | -------------------- | -------------- | ------ | ------ | ---------- | ----- | ---------------- |
| 01   | Emerson Fittipaldi   | Lotus-Ford     | 85     | 0      | 1:44:07,3  | 01    |                  |
| 02   | François Cevert      | Tyrrell-Ford   | 85     | 0      | + 26,6     | 05    |                  |
| 03   | Denis Hulme          | McLaren-Ford   | 85     | 0      | + 58,1     | 03    |                  |
| 04   | Mike Hailwood        | Surtees-Ford   | 85     | 0      | + 1:12,0   | 08    |                  |
| 05   | Carlos Pace          | March-Ford     | 84     | 0      | + 1 Runde  | 11    |                  |
| 06   | Chris Amon           | Matra          | 84     | 1      | + 1 Runde  | 13    | 1:12,12 (66.)    |
| 07   | Peter Revson         | McLaren-Ford   | 83     | 1      | + 2 Runden | 07    |                  |
| 08   | Howden Ganley        | B.R.M.         | 83     | 0      | + 2 Runden | 15    |                  |
| 09   | Ronnie Peterson      | March-Ford     | 83     | 0      | + 2 Runden | 14    |                  |
| 10   | Helmut Marko         | B.R.M.         | 83     | 0      | + 2 Runden | 23    |                  |
| 11   | Rolf Stommelen       | Eifelland-Ford | 83     | 0      | + 2 Runden | 20    |                  |
| 12   | Niki Lauda           | March-Ford     | 82     | 0      | + 3 Runden | 25    |                  |
| 13   | Carlos Reutemann     | Brabham-Ford   | 81     | 2      | + 4 Runden | 09    |                  |
| 14   | Dave Walker          | Lotus-Ford     | 79     | 0      | + 6 Runden | 12    |                  |
| –    | Graham Hill          | Brabham-Ford   | 73     | 0      | DNF        | 16    |                  |
| –    | Henri Pescarolo      | March-Ford     | 59     | 0      | NC         | 19    |                  |
| –    | Clay Regazzoni       | Ferrari        | 57     | 0      | DNF        | 02    |                  |
| –    | Andrea de Adamich    | Surtees-Ford   | 55     | 2      | DNF        | 10    |                  |
| –    | Nanni Galli          | Tecno          | 54     | 0      | DNF        | 24    |                  |
| –    | Jacky Ickx           | Ferrari        | 47     | 0      | DNF        | 04    |                  |
| –    | Mike Beuttler        | March-Ford     | 31     | 0      | DNF        | 22    |                  |
| –    | Wilson Fittipaldi    | Brabham-Ford   | 28     | 0      | DNF        | 18    |                  |
| –    | Peter Gethin         | B.R.M.         | 27     | 0      | DNF        | 17    |                  |
| –    | Jean-Pierre Beltoise | B.R.M.         | 15     | 0      | DNF        | 06    |                  |
| –    | Tim Schenken         | Surtees-Ford   | 11     | 0      | DNF        | 21    |                  |

## WM-Stände nach dem Rennen
Die ersten sechs des Rennens bekamen 9, 6, 4, 3, 2 bzw. 1 Punkt(e). In der Konstrukteurswertung zählten dabei nur die Punkte des bestplatzierten Fahrers eines Teams.

### Fahrerwertung
| Pos. | Fahrer               | Konstrukteur | Punkte |
| ---- | -------------------- | ------------ | ------ |
| 01   | Emerson Fittipaldi   | Lotus-Ford   | 28     |
| 02   | Denis Hulme          | McLaren-Ford | 19     |
| 03   | Jacky Ickx           | Ferrari      | 16     |
| 04   | Jackie Stewart       | Tyrrell-Ford | 12     |
| 05   | Jean-Pierre Beltoise | B.R.M.       | 9      |
| 06   | Clay Regazzoni       | Ferrari      | 7      |
| 07   | Peter Revson         | McLaren-Ford | 6      |
| 08   | François Cevert      | Tyrrell-Ford | 6      |
| 09   | Mike Hailwood        | Surtees-Ford | 3      |
| 10   | Andrea de Adamich    | Surtees-Ford | 3      |
| 11   | Mario Andretti       | Ferrari      | 3      |
| 12   | Ronnie Peterson      | March-Ford   | 3      |
| 13   | Carlos Pace          | March-Ford   | 3      |
| 14   | Tim Schenken         | Surtees-Ford | 2      |
| 15   | Brian Redman         | McLaren-Ford | 2      |
| 16   | Chris Amon           | Matra        | 2      |

| Pos. | Fahrer            | Konstrukteur    | Punkte |
| ---- | ----------------- | --------------- | ------ |
| 17   | Graham Hill       | Brabham-Ford    | 1      |
| 18   | Carlos Reutemann  | Brabham-Ford    | 0      |
| 19   | Wilson Fittipaldi | Brabham-Ford    | 0      |
| 20   | Niki Lauda        | March-Ford      | 0      |
| 21   | Howden Ganley     | B.R.M.          | 0      |
| 22   | Helmut Marko      | B.R.M.          | 0      |
| 23   | Henri Pescarolo   | March-Ford      | 0      |
| 24   | Dave Walker       | Lotus-Ford      | 0      |
| 25   | Rolf Stommelen    | Eiffelland-Ford | 0      |
| 26   | Mike Beuttler     | March-Ford      | 0      |
| 27   | John Love         | Surtees-Ford    | 0      |
| –    | Reine Wisell      | B.R.M.          | 0      |
| –    | Peter Gethin      | B.R.M.          | 0      |
| –    | Àlex Soler-Roig   | B.R.M.          | 0      |
| –    | Dave Charlton     | Lotus-Ford      | 0      |
| –    | Nanni Galli       | Tecno           | 0      |

### Konstrukteurswertung
| Pos. | Konstrukteur | Punkte |
| ---- | ------------ | ------ |
| 01   | Lotus-Ford   | 28     |
| 02   | McLaren-Ford | 23     |
| 03   | Ferrari      | 19     |
| 04   | Tyrrell-Ford | 18     |
| 05   | B.R.M.       | 9      |
| 06   | Surtees-Ford | 8      |

| Pos. | Konstrukteur   | Punkte |
| ---- | -------------- | ------ |
| 07   | March-Ford     | 6      |
| 08   | Matra          | 2      |
| 09   | Brabham-Ford   | 1      |
| 10   | Eifelland-Ford | 0      |
| –    | Tecno          | 0      |